# Gabriele Patriarca (doppiatore)
Gabriele Patriarca (Roma, 2 ottobre 1988) è un doppiatore, direttore del doppiaggio, dialoghista, attore italiano.

## Biografia
Ha partecipato a varie trasmissioni televisive (talvolta in qualità di concorrente), come lo Zecchino d'Oro (dove nell'edizione 1993 ha interpretato la canzone vincente Il coccodrillo come fa?), Festival Disney (ha cantato Hakuna Matata), Bravo Bravissimo. È il fratellastro maggiore del doppiatore Alex Polidori, e di Enrico Patriarca. È il compagno della doppiatrice Eva Padoan da cui ha avuto due figli, Anita e Alessandro.
Ha doppiato, tra l'altro, Hogarth Hughes ne Il gigante di ferro, Svicolo in Peter Pan - Ritorno all'isola che non c'è, Mowgli in Il libro della giungla 2, Rodney in Robots, Davide in The King e Simba giovane in Il re leone 3 - Hakuna Matata, Jason Earles nella serie televisiva Hannah Montana nonché la voce di Justin Bieber nel film Justin Bieber: Never Say Never. È sua la voce di Neville Paciock nella saga di Harry Potter. Sua è anche la voce in due ridoppiaggi: Henry Thomas in E.T. l'extra-terrestre (2002) e il protagonista dell'anime giapponese del 1978 Conan il ragazzo del futuro (2007). Dal 2011 è anche la voce di Speedy Gonzales dei Looney Tunes, in sostituzione di Fabrizio Vidale.
Ha recitato in varie fiction televisive tra le quali Il maresciallo Rocca, S.P.Q.R., dove ha interpretato il ruolo di Luca, Non lasciamoci più, Casa famiglia e Ricomincio da me.

## Filmografia
- Il maresciallo Rocca - Episodio: Violenza privata, regia di Giorgio Capitani (1996)
- Uno di noi, regia di Fabrizio Costa (1996)
- Dove comincia il sole, regia di Rodolfo Roberti (1997)
- Trenta righe per un delitto, regia di Lodovico Gasparini (1997)
- S.P.Q.R., regia di Claudio Risi (1998)
- La dottoressa Giò 2, regia di Filippo De Luigi (1998)
- Non lasciamoci più, regia di Vittorio Sindoni (1998)
- Lui e lei 2, regia di Elisabetta Lodoli e Luciano Manuzzi (1999)
- Casa famiglia, regia di Riccardo Donna (2000)
- Stiamo bene insieme, regia Elisabetta Lodoli e Vittorio Sindoni (2002)
- Ricomincio da me, regia di Rossella Izzo (2005)

## Doppiaggio

### Film
- Matthew Lewis in Harry Potter e la pietra filosofale, Harry Potter e la camera dei segreti, Harry Potter e il prigioniero di Azkaban, Harry Potter e il calice di fuoco, Harry Potter e l'Ordine della Fenice, Harry Potter e il principe mezzosangue, Harry Potter e i Doni della Morte - Parte 1, Harry Potter e i Doni della Morte - Parte 2
- Thomas Brodie-Sangster in Love Actually - L'amore davvero, L'ultima legione, Nowhere Boy, Maze Runner - Il labirinto, Maze Runner - La fuga, Maze Runner - La rivelazione
- Adam DeVine in Voices, Game Over, Man! , Se ci conoscessimo oggi, Magic Camp, The Out-Laws - Suoceri fuorilegge
- Christopher Mintz-Plasse in Kick-Ass, Kick-Ass 2, Comic Movie, Cattivi vicini, Cattivi vicini 2
- Israel Broussard in Auguri per la tua morte, Extinction, Ancora auguri per la tua morte
- Frank Brown in L'isola del tesoro e i pirati dei 7 mari, L'isola del tesoro e la leggenda degli abissi, L'isola del tesoro e il mistero della pietra magica
- Liam Aiken in Era mio padre, Cani dell'altro mondo, Lemony Snicket - Una serie di sfortunati eventi
- Jon Bass in Baywatch, Molly's Game, Dog Days
- Facundo Lombard in Step Up 3D, Step Up: All In
- Jonas Bloquet in The Nun - La vocazione del male, The Nun II
- Leigh Gill in Joker, Joker: Folie à Deux
- Jason Earles in Un papà da salvare, Hannah Montana: The Movie
- Devon Bostick in Saw VI
- Martin Svetlik in I fratelli Grimm e l'incantevole strega
- Connor Paolo in Alexander
- Edward Furlong in American Heart
- Alexander Goodwin in Mimic
- Leon Thomas III in La musica nel cuore - August Rush
- Marc John Jefferies in La casa dei fantasmi
- Ryan Pinkston in Missione 3D - Game Over
- Jake Thomas in Lizzie McGuire - Da liceale a popstar
- Khleo Thomas in Holes - Buchi nel deserto
- Scott Terra in Daredevil
- Angelo Massagli in School of Rock
- Rupert Simonian in La famiglia omicidi
- Rollo Weeks in George and the Dragon
- Nick Price in Il mio amico a quattro zampe
- Thomas Curtis in North Country - Storia di Josey
- Nicolás Torcanowsky in Il topolino Marty e la fabbrica di perle
- Yūya Yagira in Nessuno lo sa
- Morten Ilseng Risnes in Tornando a casa per Natale
- Jack Doolan in L'ordine naturale dei sogni
- Anthony Sonigo in Il primo bacio
- Luke Tyler in Dark Tide
- George Sampson in StreetDance 2
- Jonathan Daniel Brown in Project X - Una festa che spacca
- Matt McGrath in La vittoria di Luke - The 5th Quarter
- Adam G. Sevani in LOL - Pazza del mio migliore amico
- Jonah Bobo in Disconnect
- Travis Schuldt in Il ragazzo della porta accanto
- Matt Mercurio in Hell Fest
- Eugene Cordero in Il corriere - The Mule
- Algee Smith in Il coraggio della verità - The Hate U Give
- Freddie Boath in La mummia - Il ritorno
- Dyllan Christopher in Mi sono perso il Natale
- Henry Thomas in E.T. l'extra-terrestre (ridoppiaggio)
- Spencer Treat Clark in Il gladiatore
- Michael Cera in Scott Pilgrim vs. the World
- Justin Bieber in Justin Bieber: Never Say Never
- Johnny Simmons in Un'impresa da Dio
- Max Pirkis in Master & Commander - Sfida ai confini del mare
- Josh Ryan Evans in Il Grinch
- Mesut Can Tomay in Una seconda occasione
- You-Nam Wong in Ip Man
- Duane Evans Jr. in Avatar - La via dell'acqua
- Jakub Zajac in David e gli elfi
- Juan Castano in Rosso, Bianco & Sangue Blu
- Jeffery Self in Drop - Accetta o rifiuta
- Travis Turner in Final Destination Bloodlines
- Jordan E. Cooper in Quel pazzo venerdì, sempre più pazzo

### Film d'animazione
- Pinocchio in Il mondo è magia - Le nuove avventure di Pinocchio
- Beast Boy in Teen Titans Go! - Il film, Teen Titans Go! Vs. Teen Titans, I Teen Titans Go! Guardano Space Jam, Teen Titans Go! & DC Super Hero Girls - Confusione nel Multiverso
- Gambedipesce in Dragon Trainer, Dragon Trainer 2, Dragon Trainer - Il mondo nascosto
- Speedy Gonzales in Looney Tunes: Due conigli nel mirino, Space Jam: New Legends
- Kaworu Nagisa nel ridoppiaggio Netflix di Neon Genesis Evangelion: Death & Rebirth e Neon Genesis Evangelion: The End of Evangelion
- Pallino in La gabbianella e il gatto
- Hogarth Hughes ne Il gigante di ferro
- Davide ne La grande storia di Davide e Golia
- Gris ne La foresta magica
- Mowgli in Il libro della giungla 2
- Simone L'apetta Giulia e la signora Vita
- Samuel Logan in Lupin III - Green vs Red
- Takaya in Lupin III - L'elusività della nebbia
- Macchia in La carica dei 101 II - Macchia, un eroe a Londra
- Svicolo in Ritorno all'Isola che non c'è
- Bruno in Momo alla conquista del tempo
- Pazu in Laputa - Castello nel cielo (doppiaggio Buena Vista 2004)
- Roo in Buon anno con Winnie the Pooh
- Mikey Blumberg in Ricreazione: Un nuovo inizio
- Benjamin in Otto notti di follie
- Rodney a 12 anni in Robots
- Padre Pio da bambino in Padre Pio
- Colin in I Simpson - Il film
- Wybie Lovat in Coraline e la porta magica
- Kristofferson Silverfox in Fantastic Mr. Fox
- Kōichi ne Una lettera per Momo
- Sugimura in I sospiri del mio cuore
- Syrup/Shiro Amai in Yes! Pretty Cure 5 GoGo! - Buon compleanno carissima Nozomi
- Sam Moore in Eco Planet - Un pianeta da salvare
- Scott "Soufflé" Squibbles in Monsters University
- Dende in Dragon Ball Z - La battaglia degli dei
- Benjamin Clawhauser in Zootropolis
- Re Gristle in Trolls
- Mathurin in Ballerina[2]
- Suzuki in Penguin Highway
- Eboy in Ralph spacca Internet
- Tontolone ne I Puffi - Viaggio nella foresta segreta
- Lorenzo in Leo da Vinci - Missione Monna Lisa
- Fleem in Smallfoot - Il mio amico delle nevi
- Zenjirō Ikeda / Keisai Eisen in Miss Hokusai
- Pietro Panini in Lupin III - La partita italiana
- Ed in Estinti... o quasi
- Keith in DC League of Super-Pets
- Brian in Taddeo l'esploratore e la tavola di smeraldo
- Len in Entergalactic
- Panda Giovane ne A spasso col panda - Missione bebè
- Re Gristle Jr. in Trolls 3 - Tutti insieme
- Maurice in Maurice - Un topolino al museo
- Simba (da cucciolo) ne Il re leone 3 - Hakuna Matata
- Dario in Wish
- Fiocco di Neve in L'immaginario
- Pouchy in Inside Out 2
- Cucciolo in Biancaneve

### Serie televisive
- BJ Mitchell in Greenhouse Academy
- Thomas Brodie-Sangster in Doctor Who, Pinocchio, Il Trono di Spade
- Jason Earles in Hannah Montana, Kickin' It - A colpi di karate
- Cody Christian in Pretty Little Liars, Teen Wolf
- Adam Hicks in Zeke e Luther, Coppia di Re
- Doug Brochu in So Random!, Sonny tra le stelle
- P. J. Byrne in The Boys, Gen V
- Alex Newell in Glee, Lo straordinario mondo di Zoey
- Adam DeVine in Modern Family, Arrested Development - Ti presento i miei
- Kyle Massey in Raven, Cory alla Casa Bianca
- Carlos Pena Jr. in Big Time Rush
- Daryl Sabara (2° voce) e Frank Pacheco in I maghi di Waverly
- Doc Shaw in Zack e Cody sul ponte di comando
- Robert Sheehan in Misfits
- Nathan McLeod in Life with Boys
- Jean-Luc Bilodeau in Kyle XY
- Richard Sargent in My Spy Family
- Barrett Carnahan in Uno di noi sta mentendo
- Michael Zegen in The Walking Dead
- Colton Haynes in Arrow
- Oscar Sinela in Fisica o chimica
- Troy Gentile in The Goldbergs
- Lorenzo James Henrie in Fear the Walking Dead
- Jaheem Re Toombs in 100 cose da fare prima del liceo
- Quincy Fouse in Legacies
- John Karna in Scream
- Jon Bass in Miracle Workers
- Alan Aisenberg in Orange is the New Black
- Jarod Joseph in The 100
- Campbell Eliot in The Society
- Jeremy Shada in Julie and the Phantoms
- Alfredo Lovera in Non può essere!
- Nicolas Torcanowski in Il mondo di Patty
- David Carrasco in Chica vampiro
- Nicolás Riera in Teen Angels
- Kane Ricca in Summer in Transylvania
- Carlos Suárez in La casa di carta
- Moisés Arias in Fallout
- Sam Clemmett in La regina Carlotta: Una storia di Bridgerton
- Patrick Baehr in Victor, l'angelo custode

### Serie animate
- Conan in Conan il ragazzo del futuro (ridoppiaggio 2007)
- Sammy in Charlotte (2ª edizione)
- Ro ne Il libro di Pooh
- Skeebo ne Il circo di Jojo
- Ed in Get Ed
- Yukio in Brain Powerd
- Rake in Jane e il Drago
- Wendell in Capitan Flamingo
- Obito Uchiha (1ª voce), Nurari in Naruto: Shippuden
- Ryugan in Naruto
- Gatekeeper in Final Space
- Bunsen in Bunsen è una Bestia
- Oh in Home - Le avventure di Tip e Oh
- Mammolo ne I 7N
- Speedy Gonzales in The Looney Tunes Show
- Kazuki Kohori in Lovely Complex
- Gambedipesce in Dragons
- Rallo Tubbs in The Cleveland Show, I Griffin
- Michael, il figlio di Tony Ciccione (ep. 18x01) ne I Simpson
- Sly Butane in Crash Canyon
- Sasshi in Abenobashi - Il quartiere commerciale di magia
- Rolo in Code Geass: Lelouch of the Rebellion
- Mannen in Pretear - La leggenda della nuova Biancaneve
- Maxwell Carson, Jim Wraith e Malcolm Night (2ª voce) in Inazuma Eleven
- Simon in Sfondamento dei cieli Gurren Lagann
- Syrup/Shiro Amai in Yes! Pretty Cure 5 GoGo!
- Il bambino in Inuyasha (quinta stagione)
- Floxy in PopPixie
- Oskar in Scuola di vampiri
- Ruka Nogi in Gakuen Alice
- Keaton Howl in Karin piccola dea
- Shu in Blue Dragon
- Dedalus Yumeno in Ergo Proxy
- Lester Awesome in A come Azione!
- Chris in Monster Buster Club
- Jake Long in American Dragon: Jake Long
- Nestor ne Il mondo di Quest
- Riko in Ava Riko Teo
- Neil "Buzz" Buzmati in Dino Squad
- Crabby in Squadra antincendio
- Boxter Hamdon in SheZow
- Milo in Fish Hooks - Vita da pesci
- Zylus in Redakai: Alla conquista di Kairu
- Lance in Sym-Bionic Titan
- Rob (3ª voce), Clayton (2ª voce) e la Gelosia in Lo straordinario mondo di Gumball
- Corey Riffin e Carrie Beff in Grojband
- Disastro Kid (da ragazzino) Eric Needles (2ª voce) in I Fantaeroi
- Shoutmon in Digimon Fusion Battles
- Sly in Extreme Football
- Gunther Manguson in Kick Chiapposky - Aspirante stuntman
- Deadpool in Ultimate Spider-Man
- Beast Boy in Young Justice, Teen Titans Go!, Teen Titans (2ª voce), BiBi: il Lupo Solitario
- Leonard in A tutto reality - L'isola di Pahkitew, A tutto reality presenta: Missione Cosmo Ridicola
- Bowie in A tutto reality - L'isola: Il ritorno
- Crandall / Capitano Crandall in Teamo Supremo
- Kevin Peabody in I Dalton
- K.O. in OK K.O.!
- Erwin In Mamma, Jamie ha i tentacoli!
- Connie Springer ne L'attacco dei giganti
- Storm in Super Wings (st.4)
- Mighty Ray in Hero 108
- Kyle ne I Griffin
- Ferguson in Marco e Star contro le forze del male
- Roach in Supernoobs
- Bolin ne La leggenda di Korra
- Tex Arcana Jr. in Buddy Thunderstruck
- Tobias "Toby" Domzaski in Trollhunters - I racconti di Arcadia, 3 in mezzo a noi - I racconti di Arcadia, I Maghi - I racconti di Arcadia
- Ben Tennyson in Ben 10 (2016)
- Lucignolo in Regal Academy
- Robinson in Peter Coniglio
- Marc Anciel in Miraculous - Le storie di Ladybug e Chat Noir
- Ralph in Super Drags
- Birba ne I pirati della porta accanto
- Tonty in DuckTales
- Shermy in Adventure Time
- Wedgie in Ready 2 Robot
- Lorenzo in Leo da Vinci
- Dottor Octopus/Otto Octavius in Spider-Man
- Giorgio Latini/Thermo (2°voce) in MeteoHeroes
- Peanut in Pickle and Peanut
- Carter Brown in Craig
- Frostee in Fast & Furious - Piloti sotto copertura
- Alex da giovane, Dude Man e Cameron in Close Enough
- King in The Owl House - Aspirante strega
- Guardiamarina Samanthan Rutherford in Star Trek: Lower Decks
- Spassy in Topolino - La casa del divertimento
- Principe Fichael in Farzar
- Kimura in Non mi stuzzicare, Takagi!
- Kaworu Nagisa in Neon Genesis Evangelion (ridoppiaggio 2020)
- Cole Tillerman in Central Park
- Chikku in Mira - Detective reale
- Re Gristle Jr. in Trolls: TrollsTopia
- Tom in Super ladri
- Scott Pilgrim in Scott Pilgrim - La serie
- Adamo in Hazbin Hotel
- Sōta Suzukaze in Otogi-jūshi Akazukin
- Marty il Gatto Festaiolo in La casa delle bambole di Gabby
- Buyoyan in T • P BON
- Wagner ne Il Trio Mutanda
- Buff in Batwheels
- Barry, il venditore di caramelle, Anfibia (st.3)
- Mateo in Jurassic World - Teoria del caos

### Programmi televisivi
- Voce fuori campo in Archimede - La scienza secondo Italia 1

### Videogiochi
- Soufflè in Disney Infinity (2013)[3]

### Direttore del doppiaggio
- Like a Dragon: Yakuza (2024) [4]